# Истребљивач
Истребљивач (енгл. Blade Runner) је амерички научнофантастични филм из 1982. године, режисера Ридлија Скота. Сценарио су написали Хемптон Фенчер и Дејвид Пиплс, а заснован је на роману Сањају ли андроиди електричне овце? Филипа К. Дика. У главној улози је Харисон Форд, а поред њега глуме и Рутгер Хауер, Шон Јанг, Едвард Џејмс Олмос и Дарил Хана. Филм је смештен у дистопијску будућност Лос Анђелеса 2019. године, у којој су синтетички људи познати као репликанти створени од стране моћне корпорације Тајрел да раде у свемирским колонијама. Када група напредних репликаната, предвођена Ројем Батијем (Хауер), побегне назад на Земљу, пензионисани истребљивач Рик Декард (Форд) невољно пристаје да их пронађе и ликвидира.
Истребљивач је у почетку слабо прошао на биоскопским благајнама Северне Америке и поделио критичаре; неки су похвалили његову тематску комплексност и визуелни стил, док су други критиковали спор ритам и недостатак акције. Саундтрек филма, који је компоновао Вангелис, био је номинован за награде БАФТА и Златни глобус за најбољу оригиналну музику. Касније је Истребљивач стекао култни статус и данас се сматра једним од најбољих научнофантастичних филмова свих времена. Хваљен због сценографије која приказује технолошки напредну, али пропадајућу будућност, често се сматра водећим примером неоноар филма и фундаменталним делом сајберпанк жанра. Утицао је на многе научнофантастичне филмове, видео-игре, аниме и телевизијске серије. Такође је привукао пажњу Холивуда на књиге Филипа К. Дика, што је довело до неколико филмских адаптација његових дела. Конгресна библиотека га је 1993. одабрала за чување у Националном регистру филмова Сједињених Држава.
Због контроверзних измена које су захтевали студијски руководиоци, постоји седам различитих верзија филма. Редитељска верзија објављена је 1992. након снажне реакције публике на пробним пројекцијама. Ово, заједно са популарношћу филма у форми видео-издања, учинило га је једним од првих филмова који су објављени на DVD-у. Године 2007. студио Warner Bros. издао је „Последњу верзију”, дигитално ремастеризовано издање поводом 25. годишњице филма, које представља једину верзију над којом је Ридли Скот задржао потпуну уметничку контролу.
Наставак филма, Блејд ранер 2049., у коме главну улогу тумачи Рајан Гозлинг, премијерно је приказан у октобру 2017. године.

## Радња
У Лос Анђелесу 2019. године, полицајац Гаф налази бившег колегу Рика Декарда и приводи га његовом бившем надзорнику Брајанту. Декард, чији је посао „истребљивача” био да уђе у траг биоинжењерским хуманоидима познатим као репликанти и да их елиминише, обавештен је да се четири репликанта илегално налазе на Земљи. Декард није заинтересован за овај случај, па му Брајант двосмислено прети и Декард остаје. Њих двојица гледају снимак истребљивача по имену Холден који спроводи Војт-Кампфов тест, који је дизајниран да уочи разлику између репликаната и људи на основу њихових емоционалних одговора на питања. Испитаник, Леон, пуца у Холдена током другог питања. Брајант жели да Декард елиминише Леона и још три репликанта типа Нексус-6: Роја Батија, Зору и Прис.
Декард се састаје са извршним директором компаније која ствара репликанте, Елдоном Тајрелом, како би могао да спроведе тест на Нексус-6 репликанту да провери да ли ради. Тајрел изражава интересовање да прво види како тест не ради и тражи од њега да га спроведе код своје асистенткиње Рејчел. Тест траје много дуже од просека, а Декард закључује да је Рејчел репликанткиња која верује да је човек. Тајрел објашњава да је она експеримент који је добио лажна сећања која би јој пружила „емоционални подложак”, као и да она не зна своју праву природу.
Након претраживања Леонове хотелске собе, Декард проналази фотографије и синтетичку змијску крљушт. Рој и Леон истражују лабораторију за производњу очију за репликанте и сазнају за Џ. Ф. Себастијана, надареног генетског дизајнера који блиско сарађује са Тајрелом. Декард се враћа у свој стан где Рејчел чека. Она покушава да докаже своју хуманост показујући му породичну фотографију, али, након што Декард открије да су њена сећања имплантати од Тајрелове нећакиње, она одлази у сузама. У међувремену, Прис проналази Себастијана и манипулише њиме како би стекла његово поверење.
Фотографија из Леоновог стана и змијска крљушт воде Декарда у један стриптиз клуб, где Зора ради. После сукоба и потере, Декард убија Зору. Брајант му такође наређује да елиминише Рејчел, која је нестала из корпорације Тајрел. Након што је Декард уочио Рејчел у гомили, Леон га напада из заседе, и избија му пиштољ из руке. Леон је спреман да убије Декарда, али Рејчел га спашава користећи Декардов пиштољ и убија Леона. Враћају се у Декардов стан и током разговора он јој обећава да је неће тражити у случају да побегне. Док Рејчел нагло покушава да оде, Декард је обуздава и приморава да га пољуби, а она на крају попусти. Декард оставља Рејчел у свом стану и одлази у потрагу за преосталим репликантима.
По доласку у Себастијанов стан, Рој говори Прис да су остали репликанти мртви. Себастијан открива да ће му због „Метузалемовог синдрома”, генетског поремећаја превременог старења, живот бити прекинут, баш као и ког репликаната, који су направљени са четворогодишњим животним веком. Себастијан и Рој улазе у Тајрелов пентхаус, где Рој тражи продужење живота од свог творца. Тајрел му говори да је то немогуће. Рој признаје да је радио „сумњиве ствари”, али Тајрел то одбацује, хвалећи Ројев напредни дизајн и достигнућа у његовом кратком животу. Рој пољуби Тајрела, а затим га убије. Себастијан трчи за лифтом, а Рој га прати, након чега је приказан како се сам вози лифтом. Брајант касније говори Декарду да је Себастијан пронађен мртав.
У Себастијановом стану, Прис напада Декарда из заседе, али је он убија док се Рој враћа. Ројево тело почиње да пропада како се ближи крај његовог животног века. Он прогони Декарда кроз зграду и њих двојица завршавају на крову. Декард покушава да скочи на други кров, али остаје да виси на ивици. Рој лако скаче и, док Декардов стисак попушта, Рој га хвата и подиже на кров. Пре него што Рој умре, он прича о томе како ће се његова сећања „временом изгубити, попут суза на киши”. Гаф стиже и говори Декарду о Рејчел: „Штета што неће преживети, али опет, ко хоће?” Декард се враћа у свој стан и проналази Рејчел како спава у његовом кревету. Декард види оригами једнорога због чега се присећа Гафових речи. Он напушта стан са Рејчел.

## Улоге
| Глумац             | Улога               |
| ------------------ | ------------------- |
| Харисон Форд       | Рик Декард          |
| Рутгер Хауер       | Рој Бати            |
| Шон Јанг           | Рејчел              |
| Едвард Џејмс Олмос | Гаф                 |
| Дарил Хана         | Прис                |
| М. Емет Волш       | капетан Брајант     |
| Џо Теркел          | доктор Елдон Тајрел |
| Вилијам Сандерсон  | Џ. Ф. Себастијан    |
| Брајон Џејмс       | Леон Ковалски       |
| Џоана Касиди       | Зора                |
| Морган Пол         | Дејв Холден         |
| Џејмс Хонг         | Ханибал Чу          |
| Хај Пајк           | Тафи Луис           |

## Продукција

### Развој
Интересовање за адаптацију романа Сањају ли андроиди електричне овце? Филипа К. Дика појавило се недуго након његовог објављивања 1968. године. Режисер Мартин Скорсезе био је заинтересован за снимање филма по овом роману, али никада није откупио права. Продуцент Херб Џафи откупио их је почетком 1970-их, али је Дик био разочаран сценаријем који је написао Хербов син Роберт, тврдећи: „Џафијев сценарио је био тако ужасно урађен ... Роберт је долетео у Санта Ану да разговара са мном о пројекту. Прва ствар коју сам му рекао када је изашао из авиона била је: ’Желиш ли да те пребијем овде на аеродрому или код мене у стану?’”
Сценарио Хемптона Фанчера откупљен је 1977. године. Продуцент Мајкл Дили заинтересовао се за Фанчерову верзију и убедио редитеља Ридлија Скота да сними филм. Скот је раније одбио овај пројекат, али је, након што је напустио спору продукцију Дине, желео бржи пројекат који би му скренуо мисли са недавне смрти његовог старијег брата. Придружио се пројекту 21. фебруара 1980. и успео да обезбеди повећање обећаног буџета компаније Filmways са 13 на 15 милиона долара. Фанчеров сценарио је више био фокусиран на еколошке теме, а мање на питања човечности и религије, која заузимају значајна места у роману, што је Скот желео да промени. Фанчер је пронашао сценарио који је Вилијам С. Бароуз написао за адаптацију романа The Bladerunner (1974) Алана Е. Нурса, под називом Blade Runner (a movie). Скоту се свидело ово име, па је Дили откупио права на наслов. На крају је ангажовао Дејвида Пиплса да преради сценарио, а Фанчер је због несугласица напустио пројекат 21. децембра 1980, мада се касније вратио да допринесе додатним изменама.
Пошто је у припремну фазу уложено више од 2,5 милиона долара, компанија Filmways је у последњем тренутку повукла финансијску подршку. За само десет дана, Дили је обезбедио 21,5 милиона долара кроз троструки финансијски аранжман између компаније The Ladd Company (преко студија Warner Bros.), хонгконшког продуцента сер Ран Ран Шоа и компаније Tandem Productions.
Дик је био забринут јер га нико није обавестио о продукцији филма, што је додатно појачало његово неповерење према Холивуду. Након што је у чланку за Select TV Guide критиковао рану верзију Фанчеровог сценарија, студио му је послао прерађену верзију коју је написао Пиплс. Иако је Дик преминуо непосредно пре премијере филма, био је задовољан прерађеним сценаријем, као и специјалним ефектима које је видео у двадесетоминутном тест снимку у студију. Иако је био познат по свом скептицизму према Холивуду, рекао је Скоту да његов филмски свет изгледа тачно онако како га је он замишљао. Изјавио је: „Видео сам део специјалних ефеката Дагласа Трамбула за Истребљивача на вестима KNBC-а. Одмах сам га препознао. То је био мој унутрашњи свет. Погодили су га савршено.” Такође је одобрио сценарио, рекавши: „Када сам завршио читање сценарија, узео сам роман и поново га прелистао. Два дела се међусобно надопуњују, тако да ће неко ко је прво прочитао роман уживати у филму, а онај ко је прво погледао филм, уживаће у роману.” Филм је био посвећен Дику. Главно снимање почело је 9. марта 1981. и трајало четири месеца.
Године 1992, Харисон Форд је открио: „Истребљивач није један од мојих омиљених филмова. Имао сам сукобе са Ридлијем.” Осим трзавица са режисером, Форд је такође мрзео сопствену нарацију: „Када смо почели снимање, прећутно смо се сложили да ће филмска верзија коју смо договорили бити она без нарације. Била је то је*ена ноћна мора. Мислио сам да филм функционише и без тога. Али сада сам био приморан да накнадно снимим ту нарацију. И био сам у обавези да то радим за људе који нису заступали интересе редитеља. Отргли су ме и одвели у студио да је снимим.” Монологе за нарацију написао је непотписани Роланд Киби.
Године 2006, када су Скота питали: „Ко је најтежа особа са којом сте икада радили?”, одговорио је: „То мора бити Харисон ... опростиће ми јер се сада слажемо. Сада је постао шармантан. Али он много зна, и то је проблем. Када смо радили заједно, мени је то био први филм, а ја сам био нови клинац у крају. Али направили смо добар филм.” Форд је 2000. године рекао за Скота: „Дивим се његовом раду. Имали смо тежак период, али то је прошло.” Године 2006. Форд је, осврнувши се на продукцију филма, изјавио: „Оно чега се највише сећам када гледам Истребљивача није 50 ноћи снимања на киши, већ нарација... Још увек сам био приморан да радим за те кловнове који су један за другим писали катастрофалне нарације.” Ридли Скот је потврдио у летњем издању часописа Total Film 2007. године да је Харисон Форд допринео специјалном DVD издању Истребљивача и да је већ снимио своје интервјуе. „Харисон је у потпуности укључен”, рекао је Скот.
Зграда Бредбери у центру Лос Анђелеса коришћена је као локација за снимање, а у беклоту студија Warner Bros. налазили су се сетови улица Лос Анђелеса из 2019. године. Друге локације укључивале су кућу Енис-Браун и тунел у Другој улици. Пробне пројекције довеле су до неколико измена, укључујући додавање нарације, срећан крај и уклањање сцене са Холденом у болници. Однос између филмских стваралаца и инвеститора био је напет, што је кулминирало отказима Дилију и Скоту, иако су они наставили да раде на филму. Чланови екипе су током снимања направили мајице са натписом „Yes Guv’nor, My Ass” у знак подсмеха Скотовом неповољном поређењу америчких и британских филмских екипа. Скот је одговорио сопственом мајицом са натписом „Xenophobia Sucks”, што је довело до тзв. „рата мајица”.

### Кастинг
Кастинг филма се показао као проблематичан, посебно за главну улогу Декарда. Сценариста Хемптон Фенчер је замишљао Роберта Мичама као Декарда и писао дијалог за овај лик имајући Мичама на уму. Према продукцијским документима, разматрани су различити глумци за ову улогу, укључујући Џина Хекмана, Шона Конерија, Џека Николсона, Пола Њумана, Клинта Иствуда, Томија Ли Џоунса, Арнолда Шварценегера, Питера Фалка, Ника Нолтија, Ала Пачина и Берта Рејнолдса. Редитељ Ридли Скот и продуценти филма су месецима одржавали састанке и разматрали улогу са Дастином Хофманом, који је на крају одустао због разлика у визији лика. Харисон Форд је на крају изабран из неколико разлога, укључујући његову улогу у филмовима серијала Ратови звезда, интересовање Фордa за причу Истребљивача и разговора са Стивеном Спилбергом, који је тада завршавао рад на Отимачима изгубљеног ковчега и снажно похвалио Фордову улогу у овом филму. Након успеха у ова два филма, Форд је тражио улогу са драматичном дубином.
Рутгер Хауер је добио улогу Роја Батија, насилног, али промишљеног вође репликаната. Скот је изабрао Хауера без да га је упознао, на основу његових улога у филмовима Пола Верховена које је погледао (Keetje Tippel, Борба на живот и смрт и Ратлук). Филип К. Дик је похвалио Хауерову интерпретацију Батија, тврдећи да је био: „Потпун Бати – хладан, аријевски, беспрекоран”. Од многих филмова које је Хауер снимао, Истребљивач је био његов омиљени. У једном чету уживо 2001. године, рекао је: „Истребљивач не захтева објашњење. Он једноставно јесте. Све најбоље. Нема ничег сличног. Бити део правог ремек-дела које је променило размишљање света. То је невероватно.” Хауер је сам прерадио свој познати говор „Сузе на киши” и представио га Скоту на сету пре снимања.
Истребљивач је укључивао неколико тада мање познатих глумаца: Шон Јанг глуми Рејчел, експерименталног репликанта са имплантираним сећањима Тајрелове нећаке, због чега она верује да је људско биће; Нина Акселрод је била на аудицији за ову улогу. Фенчер је првобитно написао улогу за своју тадашњу девојку Барбару Херши. Дарил Хана глуми Прис, репликанта „основног модела за задовољство”; Стејси Нелкин је била на аудицији за ову улогу, али је добила другу улогу у филму која је на крају изрезана пре снимања. Деби Хари је одбила улогу Прис. Кастинг за улоге Прис и Рејчел био је изазован, будући да је захтевао неколико тестова са Морганом Полом у улози Декарда. Пол је на крају добио улогу Декардовог колеге ловаца на репликанте Холденa, на основу његовог перформанса у поменутим тестовима. Брајон Џејмс глуми Леона Ковалског, репликанта за борбе и рад, а Џоана Касиди глуми Зору, репликанта-убицу.
Едвард Џејмс Олмос глуми Гафа. Олмос је користио различите етничке изворе како би створио измишљени „урбани” језик који његов лик користи у филму. Његов почетни разговор са Декардом у уличном ресторану делимично је на мађарском. М. Емет Волш глуми капетана Брајанта, неуредног, подмуклог полицијског ветерана склоном пићу, који је типичан за жанр филма ноар. Џо Теркел глуми доктора Елдона Тајрела, корпоративног магната који је изградио империју на генетски модификованим хуманоидним робовима. Вилијам Сандерсон је играо Џ. Ф. Себастијана, тихог и усамљеног генија који пружа саосећајни, али послушни портрет човечности. Себастијан саосећа са репликантима, које види као пријатеље, и дели њихов кратак животни век због своје болести брзог старења. Џо Пантолијано је претходно био разматран за ову улогу. Џејмс Хонг глуми Ханибала Чуа, старог генетичара специјализованог за синтетичке очи, а Хај Пајк глуми подмуклог власника бара Тафија Луиса; његова сцена је снимљена из прве, што је готово незапамћено за Скота, чији је захтев за савршенством понекад доводио до снимања из више од десет покушаја.

### Дизајн
Скот приписује заслуге за стилску атмосферу филма слици Ноћне птице Едварда Хопера и француском научнофантастичном стрип часопису Métal Hurlant, којем је доприносио уметник Жан Жиро. Такође се ослањао на пејзаж „Хонгконга током врло лошег дана” и индустријски пејзаж свог некадашњег дома на североистоку Енглеске. Визуелни стил филма је под утицајем радова италијанског футуристичког архитекте Антонија Сант-Елије. Скот је ангажовао Сида Мида као концепт уметника; попут Скота, и он је био под утицајем часописа Métal Hurlant. Жироу је понуђена прилика да помогне у претпродукцији Истребљивача, али је он одбио како би радио на анимираном филму Господари времена Ренеа Лалуа; касније је изјавио да је зажалио због ове одлуке. Сценограф Лоренс Пол и уметнички директор Дејвид Снајдер реализовали су Скотове и Мидове скице. Даглас Трамбул и Ричард Јурицич надгледали су специјалне ефекте за филм, а Марк Стетсон је био главни моделар.
Истребљивач има бројне сличности са филмом Метрополис Фрица Ланга, укључујући густо насељено урбано окружење у којем богаташи буквално живе изнад радника, а панорамом доминира огромна зграда – зграда Статкроне у Метрополису и зграда Тајрел у Истребљивачу. Супервизор специјалних ефеката Дејвид Драјер користио је снимке из Метрополиса приликом подешавања сцена са минијатурним зградама у Истребљивачу.
Проширена завршна сцена у оригиналној биоскопској верзији приказује како Рејчел и Декард путују при дневној светлости уз пасторалне снимке из ваздуха које је снимио редитељ Стенли Кјубрик. Ридли Скот је контактирао Кјубрика у вези са коришћењем вишкова његових хеликоптерских снимака из ваздуха из филма Исијавање.

#### Спинер
„Спинер” је општи термин за фиктивне летеће аутомобиле коришћене у филму. Спинер се може возити као класично копнено возило, а такође може вертикално полетети, лебдети и кретати се слично ваздухопловима са вертикалним полетањем и слетањем (енгл. Vertical Take-Off and Landing − VTOL). Полиција их интензивно користи као патролна возила, а богати људи такође могу добити дозволу за управљање спинером. Возило је осмислио и дизајнирао Сид Мид, који је спинер описао као аеродин – возило које усмерава ваздух надоле како би створило узгон, мада су у званичним материјалима за штампу наведени другачији подаци: да се спинер креће захваљујући три мотора – „конвенционалном мотору са унутрашњим сагоревањем, млазном погону и антигравитацији”. Један спинер је стално изложен у Дворани славних научне фантастике и фантазије у Сијетлу. Мидови концептуални цртежи су претворени у 25 возила захваљујући мајстору за прилагођавање аутомобила Џину Винфилду; најмање два су била функционална копнена возила, док су остали били лаки модели коришћени за сцене са дизалицом и као реквизити у уличним сценама. Два спинера су завршила у Disney World-у у Орланду, али су касније уништена, док је неколико њих опстало у приватним збиркама.

#### Војт-Кампфова машина
Веома напредан облик детектора лажи који мери контракције мишића дужице и присуство невидљивих честица у ваздуху које тело емитује. Мехови су дизајнирани за ову другу функцију и дају машини злокобан изглед, налик на злослутног инсекта. ВК првенствено користе истребљивачи како би утврдили да ли је осумњичени заиста човек, мерећи степен његове емпатичне реакције кроз пажљиво формулисана питања и изјаве.

 – Опис из оригиналног промотивног комплета за штампу.
Војт-Кампфова машина је измишљени алат за испитивање субјекта, који потиче из романа. Ради се о уређају налик полиграфу, који истребљивачи користе како би утврдили да ли је појединац репликант. Она мери телесне функције као што су дисање, реакција црвенила, срчани ритам и покрети очију као одговор на питања која се тичу емпатије. У стварном животу, приближна верзија оваквог теста направљена је у шали од стране једних новина 2003. године, када су њиме тестирани кандидати за градоначелника Сан Франциска. Наизглед, резултати су показали да би најмање половина њих била класификована као репликанти.

### Музика
Саундтрек филма Истребљивач, који је компоновао Вангелис, представља мрачну мелодичну комбинацију класичне композиције и футуристичких синтисајзера, одражавајући ретрофутуристички ноар стил који је замислио Ридли Скот. Вангелис, који тек што је био освојио Оскара за музику у филму Ватрене кочије, компоновао је и извео музику на својим синтисајзерима. Такође је користио различита звона и вокале свог сарадника Демиса Русоса. Један од најупечатљивијих звукова је тенор саксофон соло „Love Theme”, који је извео британски саксофониста Дик Мориси, дугогодишњи сарадник Вангелиса. Ридли Скот је у филму искористио и композицију „Memories of Green” са Вангелисовог албума See You Later, чију је оркестралну верзију касније употребио у свом филму Детектив и дама.
Поред Вангелисових композиција и амбијенталних текстура, звучни пејзаж филма укључује и нумеру „Ogi no Mato” у извођењу јапанског ансамбла Nipponia, са албума Traditional Vocal and Instrumental Music, као и нумеру харфистке Гејла Лотона са албума Harps of the Ancient Temples.
Иако је саундтрек био добро прихваћен од стране обожавалаца, критички хваљен и номинован 1982. за награде БАФТА и Златни глобус за најбољу оригиналну музику, те је у одјавној шпици обећан албум са музиком, званично издање је било одложено више од једне деценије. Постоје два званична издања музике из Истребљивача. Пошто оригинална музика није одмах издата, New American Orchestra је 1982. снимио оркестралну адаптацију, која је имала мало сличности са оригиналом. Неки од филмских трекова појавили су се 1989. на компилацији Vangelis: Themes, али тек 1992, уз издање редитељске верзије филма, значајан део оригиналне музике постао је доступан јавности.
Ова кашњења и лоше репродукције довеле су до бројних незваничних снимака током година. Једна пиратска касета појавила се већ 1982. на конвенцијама научне фантастике и стекла популарност због непостојања званичног издања. Године 1993. појавио се незванични CD који је био обухватнији од званичног Вангелисовог издања из 1994. године. Године 2007. објављен је сет од три CD-а под називом Blade Runner Trilogy. Први диск садржи исте нумере као и званично издање из 1994, други диск укључује претходно необјављену музику из филма, а трећи диск садржи новокомпоновану музику инспирисану филмом, коју је Вангелис снимио у духу оригиналног саундтрека.

### Специјални ефекти
Специјални ефекти у филму Истребљивач сматрају се једним од најбољих у жанру научне фантастике, због тога што су користили доступну (не-дигиталну) технологију до крајњих граница. Инжењери специјалних ефеката који су радили на филму често су хваљени због иновативних техника које су користили у дизајнирању и продукцији визуелних елемената. Поред осликаних позадина и макета, коришћене су и технике као што су вишеструка експозиција. У неким сценама сет је био осветљен и снимљен, затим је филм премотаван уназад и поново сниман са другачијим осветљењем. У неким случајевима ово је рађено чак 16 пута за једну сцену. Камере су често биле рачунарски контролисане ради прецизних покрета. Многи специјални ефекти ослањали су се на технике развијене током продукције филма Блиски сусрети треће врсте.

## Објављивање

### Биоскопска дистрибуција
Истребљивач је објављен у 1.290 биоскопа 25. јуна 1982. године. Тај датум је изабрао продуцент Алан Лад Млађи јер су његови претходни најуспешнији филмови (Ратови звезда и Осми путник) имали сличан датум изласка (25. мај) 1977. и 1979. године, па је 25. у месецу сматрао својим „срећним даном”. Истребљивач је имао солидну продају карата током премијерног викенда, зарадивши 6,1 милион долара. Филм је изашао у приближно исто време као и други велики научнофантастични и фантастични филмови, као што су Створ, Звездане стазе II: Канов гнев, Конан варварин и Е. Т. ванземаљац, што је имало утицаја на његов комерцијални успех.

### Верзије филма
Постоји неколико верзија филма Истребљивач. Оригинална радна верзија, у трајању од 113 минута, приказана је током пробних пројекција за публику у Денверу и Даласу у марту 1982. године. Негативне реакције на тим пројекцијама довеле су до измена које су резултовале америчком биоскопском верзијом. Радна верзија је приказана као редитељска верзија без одобрења Ридлија Скота у биоскопу Fairfax Theater у Лос Анђелесу у мају 1990, на пројекцији коју је организовала Академија филмских уметности и наука у априлу 1991, и током септембра и октобра 1991. у биоскопима NuArt Theater у Лос Анђелесу и Castro Theatre у Сан Франциску. Позитивне реакције публике подстакле су студио да одобри рад на званичној редитељској верзији. Током једне тајне пројекције у Сан Дијегу (San Diego Sneak Preview), у мају 1982. године, једини пут је приказана уникатна верзија филма која је била готово идентична америчкој биоскопској верзији, али је садржала три додатне сцене које нису приказане ни у једној другој верзији, укључујући Коначно издање из 2007. године.
Током 1982. године, у биоскопима су приказане две верзије: америчка биоскопска верзија (117 минута), позната као Domestic Cut (која је објављена на форматима Betamax, CED Videodisc и VHS 1983, а на LaserDisc-у 1987. године), као и међународна верзија (117 минута), позната и као Criterion Edition или нецензурисана верзија, која је садржала више насилних сцена од америчке верзије. У почетку је била доступна само у Европи и Азији, али је касније објављена на VHS и The Criterion Collection LaserDisc-у у Северној Америци и поново издата 1992. године као „Издање поводом 10. годишњице”.
Редитељска верзија Ридлија Скота (објављена 1992, у трајању од 116 минута) значајно се разликовала од биоскопске верзије. Између осталог, ова верзија је уклонила Декардову нарацију, укључила сцену у којој Декард сања једнорога и избацила срећан крај који је студио наметнуо. Скот је дао опсежне белешке и савете компанији Warner Bros. преко филмског архивисте Мајкла Арика, који је био задужен за стварање редитељске верзије.
Често се погрешно наводи да је сцена са једнорогом избачени снимак из Скотовог каснијег филма Легенда, који такође садржи једнороге, али је заправо снимљена као „додатна сцена” за Истребљивача, а снимио ју је Брајан Туфано, директор фотографије друге екипе.
Коначно издање (објављено 2007, у трајању од 117 минута) објавио је Warner Bros. у биоскопима 5. октобра 2007, а затим и на DVD, HD DVD и Blu-ray форматима у децембру исте године. Ово је једина верзија у којој је Скот имао потпуну уметничку и монтажну контролу.

## Пријем

### Критике
На веб-сајту Rotten Tomatoes, филм има рејтинг одобравања од 89% на основу 132 рецензије, са просечном оценом 8,50/10. Критички консензус на сајту гласи: „Несхваћен када је први пут стигао у биоскопе, утицај мистериозног, неоноар Истребљивача Ридлија Скота с временом је само растао. Визуелно изузетно, болно хумано научнофантастично ремек-дело.” Metacritic, који користи пондерисани просек, доделио је филму оцену 84 од 100 на основу 15 рецензија, што указује на „универзално признање”.
Прве реакције филмских критичара биле су подељене. Неки су сматрали да је заплет у другом плану у односу на визуелне ефекте и да није одговарао маркетингу студија који га је представио као акциони и авантуристички филм. Други су хвалили његову комплексност и предвиђали да ће издржати тест времена. Негативне критике у Сједињеним Државама замерале су му спор темпо. Шила Бенсон из Los Angeles Times-a назвала га је „Blade Crawler” (срп. Пузави Истребљивач), а Пат Берман га је у новинама The State и Columbia Record описала као „научнофантастичну порнографију”. Полин Кејл је похвалила Истребљивача као филм вредан историјског значаја због свог јединственог научнофантастичног стила, али је критиковала недостатак развоја „у људском смислу”. Часопис Ares је писао: „Погрешно схваћен и од публике и од критичара, ово је убедљиво најбољи научнофантастични филм године.”

### Културолошка анализа
Академска заједница почела је да анализира филм готово одмах након његовог изласка. Једна од првих књига о филму била је Future Noir: The Making of Blade Runner (1996) аутора Пола М. Самона, која детаљно разлаже све аспекте продукције. Његову књигу су пратили Blade Runner Скота Букатмана и други академски радови и књиге. У делу Postmodern Metanarratives: Blade Runner and Literature in the Age of Image, Десио Торес Круз анализира филозофска и психолошка питања у Истребљивачу, као и његове књижевне утицаје. Он испитује сајберпанк и дистопијске елементе филма, повезујући библијске, класичне и модерне традиције са постмодернистичким аспектима колажа разних књижевних текстова.
Раст популарности кућних видео-формата допринео је стварању култа око филма, који су стручњаци анализирали кроз призму његових дистопијских елемената, питања „аутентичне” човечности, екофеминистичких аспеката и коришћења конвенција из различитих жанрова. Популарна култура почела је да преиспитује утицај филма као класика тек неколико година након његовог изласка. Роџер Иберт је хвалио визуелни аспект и оригиналне верзије и редитељског издања, препоручујући филм из тог разлога, али је сматрао да је људска прича препуна клишеа и прилично танка. Касније је коначну верзију уврстио на своју листу „Великих филмова”. Критичари Крис Родли и Џенет Маслин теоретисали су да је Истребљивач променио филмски и културни дискурс кроз свој репертоар визуелних мотива и утицај на касније филмове. Године 2012, филмски критичар часописа Time, Ричард Корлис, извршио је детаљну анализу трајности, комплексности, сценарија, сетова и продукцијске динамике из личне перспективе након три деценије. Дени Вилнев, режисер наставка Блејд ранер 2049., навео је да је овај филм имао велики утицај на њега и на многе друге ауторе.
Филм је такође познат по свом постмодернистичком приступу и доприносу развоју савремене филмске дистопије. Даље, футуристичка визија Лос Анђелеса у филму била је предмет бројних академских расправа, а неки су је поредили са описима пакла у Изгубљеном рају Џона Милтона. У ретроспективи из 2019. коју је објавио BBC, истакнуто је да су одређени социополитички мотиви филма остали пророчки релевантни у стварној 2019. години, попут његовог приказа климатских промена. Из филозофске перспективе, Алисон Ландсберг је режију Ридлија Скота описала као „протетичко сећање” — дело које се никада није догодило и које је одвојено од стварног животног искуства, а ипак обликује идентитет и личност у ширем универзуму Истребљивача.

### Награде и номинације
Истребљивач је освојио или био номинован за следеће награде:
| Година | Награда                                          | Категорија                              | Номиновани                                                   | Исход      |
| ------ | ------------------------------------------------ | --------------------------------------- | ------------------------------------------------------------ | ---------- |
| 1982.  | Награда Британског друштва директора фотографије | Најбоља фотографија                     | Џордан Кроненвет                                             | Номинација |
| 1982.  | Награда Удружења филмских критичара Лос Анђелеса | Најбоља фотографија                     | Џордан Кроненвет                                             | Освојено   |
| 1983.  | Награде БАФТА                                    | Најбоља фотографија                     | Џордан Кроненвет                                             | Освојено   |
| 1983.  | Награде БАФТА                                    | Најбоља костимографија                  | Чарлс Ноуд и Мајкл Каплан                                    | Освојено   |
| 1983.  | Награде БАФТА                                    | Најбоља монтажа                         | Тери Ролингс                                                 | Номинација |
| 1983.  | Награде БАФТА                                    | Најбоља филмска музика                  | Вангелис                                                     | Номинација |
| 1983.  | Награде БАФТА                                    | Најбоља шминка                          | Марвин Вестмор                                               | Номинација |
| 1983.  | Награде БАФТА                                    | Најбоља сценографија                    | Лоренс Пол                                                   | Освојено   |
| 1983.  | Награде БАФТА                                    | Најбољи звук                            | Питер Пенел, Бад Алпер, Грејам В. Хартстоун и Џери Хамфриз   | Номинација |
| 1983.  | Награде БАФТА                                    | Најбољи специјални визуелни ефекти      | Даглас Трамбул, Ричард Јурицич и Дејвид Драјер               | Номинација |
| 1983.  | Награда Хјуго                                    | Најбоља драмска презентација            |                                                              | Освојено   |
| 1983.  | Награда Круга филмских критичара Лондона         | Награда за посебно постигнуће           | Лоренс Пол, Даглас Трамбул и Сид Мид                         | Освојено   |
| 1983.  | Награде Златни глобус                            | Најбоља оригинална музика               | Вангелис                                                     | Номинација |
| 1983.  | Оскар                                            | Најбоља сценографија                    | Лоренс Пол, Дејвид Снајдер и Линда Десена                    | Номинација |
| 1983.  | Оскар                                            | Најбољи визуелни ефекти                 | Даглас Трамбул, Ричард Јурицич и Дејвид Драјер               | Номинација |
| 1983.  | Награде Сатурн                                   | Најбољи редитељ                         | Ридли Скот                                                   | Номинација |
| 1983.  | Награде Сатурн                                   | Најбољи научнофантастични филм          |                                                              | Номинација |
| 1983.  | Награде Сатурн                                   | Најбољи специјални ефекти               | Даглас Трамбул и Ричард Јурицич                              | Номинација |
| 1983.  | Награде Сатурн                                   | Најбољи споредни глумац                 | Рутгер Хауер                                                 | Номинација |
| 1983.  | Фантаспорто                                      | Међународна награда за фантастични филм | Ридли Скот                                                   | Номинација |
| 1993.  | Фантаспорто                                      | Међународна награда за фантастични филм | Најбољи филм – Ридли Скот (редитељска верзија)               | Номинација |
| 1994.  | Награде Сатурн                                   | Најбоље жанровско видео издање          | Истребљивач (редитељска верзија)                             | Номинација |
| 2008.  | Награде Сатурн                                   | Најбоље специјално DVD издање           | Истребљивач (ултимативно колекционарско издање од 5 дискова) | Освојено   |

## Теме
Филм функционише на више драмских и наративних нивоа. Користи неке од конвенција филм ноара, укључујући лик фаталне жене, нарацију протагонисте (у оригиналној верзији), светло-тамну фотографију и јунака са морално упитним погледом на свет – проширену тако да укључује размишљања о природи његове сопствене човечности. Истребљивач тематски покрива филозофију религије и моралне импликације људске контроле над генетичким инжењерингом у контексту класичне грчке драме и хибриса. Такође црпи инспирацију из библијских мотива, попут Нојевог потопа, и књижевних извора, попут Франкенштајна и Вилијама Блејка. Иако је Ридли Скот изјавио да је свака сличност са чувеном „Бесмртном партијом” током Шаховског турнира у Лондону 1851. случајна, обожаваоци су тврдили да је шаховска партија између Себастијана и Тајрела заснована управо на њој.
Филм истражује ефекте технологије на животну средину и друштво ослањајући се на прошлост кроз књижевност, религијску симболику, класичне драмске теме и технике филм ноара. Напетост између прошлости, садашњости и будућности приказана је у „ретрофитираној” визији будућности, која је на моменте високотехнолошка и сјајна, а на другим местима запуштена и застарела. У интервјуу за The Observer 2002. године, Ридли Скот је описао филм као „изузетно мрачан, и буквално и метафорички, са чудним мазохистичким осећајем”. Такође је рекао да му је била занимљива идеја истраживања бола, посебно након смрти његовог брата: „Када је био болестан, посећивао сам га у Лондону, и то је било заиста трауматично за мене.”
Осећај злокобности и параноје прожима свет филма: корпоративна моћ доминира; полиција је свеприсутна; светла возила и рефлектори обасјавају зграде; последице огромне биомедицинске моћи над појединцем испитују се кроз мотиве имплантираних сећања репликаната. Филм приказује свет након екоцида, где су ратови и капитализам довели до уништења „нормалних” еколошких система. Контрола над околином остварује се у огромним размерама, што иде руку под руку са одсуством природног живота; на пример, вештачке животиње замењују своје изумрле претходнике. Ова опресивна позадина објашњава честе референце на миграцију људи у ванземаљске колоније. Очне јабучице представљају понављајући мотив, као и модификоване слике, што доводи у питање природу стварности и људску способност да је тачно перципира и памти. Филм такође садржи теме Јапана као силе у успону, што је било значајно у контексту антипатичних осећања према Јапану у Сједињеним Државама.
Ови тематски елементи стварају атмосферу неизвесности која се огледа у централном мотиву Истребљивача – истраживању човечности. Да би открили репликанте, власти користе тест емпатије, при чему се многа од његових питања фокусирају на однос према животињама – што делује као кључни показатељ „хуманости”. Репликанти не реагују као људи, показујући недостатак бриге. Филм на крају испитује да ли је и сам Декард репликант, постављајући тиме публици питање: шта значи бити човек?
Питање да ли је Декард човек или репликант изазива контроверзе од изласка филма. Продуцент Мајкл Дили и глумац Харисон Форд желели су да Декард буде човек, док је сценариста Хемптон Фанчер преферирао двосмисленост. Ридли Скот је, међутим, више пута изјавио да је Декарда замишљао као репликанта. Његова визија додатно је оснажена у редитељској верзији, где је убачена сцена у којој Декард сања једнорога, што се касније повезује са Гафовим папирним оригамијем једнорога, што имплицира да Гаф зна за Декардова имплантирана сећања. Интерпретацију да је Декард репликант оспоравају други, који верују да мотив сна показује како и људи и репликанти деле исте снове и препознају своју блискост, или да је одсуство коначног одговора кључно за главну тему филма. Амбивалентност, неизвесност и слојевитост филма омогућиле су мноштво различитих тумачења.

## Наслеђе

### Културни утицај
Иако у почетку није био успешан код северноамеричке публике, Истребљивач је стекао популарност на међународном нивоу и добио култни статус. Мрачан стил и футуристички дизајн Истребљивача постали су прекретница у свету филма, а његов утицај видљив је у многим каснијим научнофантастичним филмовима, видео-играма, анимеима и телевизијским серијама. Његов утицај проширио се и ван жанра научне фантастике, посебно у стварању филмских светова. На пример, Дени Вилнев, Кристофер Нолан, Гиљермо дел Торо, Гарет Едвардс, Рајан Џонсон, Роналд Д. Мур и Дејвид Ајк навели су га као инспирацију. Нолан је изјавио да је Истребљивача погледао „буквално стотину пута”, док га је Дел Торо описао као „једну од оних филмских дрога – након што сам га први пут видео, више никада нисам гледао свет истим очима”.
Филм је 1993. године уврштен у Национални регистар филмова САД ради очувања, док се на филмским академијама често изучава. Године 2007. Друштво за визуелне ефекте га је прогласило другим највизуелније утицајним филмом свих времена. Истребљивач је такође био предмет пародија, које су између осталог укључивале стрипове Blade Bummer издавачке куће Crazy, Bad Rubber Стива Галачија и троделни мини-серијал „Повратак на Земљу” серије Црвени патуљак. Аниме серија Psycho-Pass продукцијске куће Production I.G такође је била снажно инспирисана филмом.
Истребљивач наставља да рефлектује савремене трендове и бриге, а све више критичара га сматра једним од најбољих научнофантастичних филмова свих времена. У анкети из 2004. године, у којој је учествовало 60 угледних светских научника, изабран је за најбољи научнофантастични филм икада снимљен. Истребљивач је такође имао значајан утицај и на стил и на причу франшизе Дух у оклопу, која је сама по себи снажно утицала на жанр футуристичког ноара. Филм је такође имао велики утицај на сајберпанк покрет, као и на његов дериват биопанк, који се фокусира на биотехнологију и генетички инжењеринг. Уз то, Истребљивач се сматра једним од раних примера тех-ноар поджанра.
Дијалози и музика из Истребљивача коришћени су у музици више него из било ког другог филма 20. века. Албум I, Human из 2009. године, који је снимила сингапурска група Deus Ex Machina, садржи бројне референце на теме генетичког инжењеринга и клонирања из филма, укључујући и нумеру под називом „Replicant”.
Истребљивач је имао велики утицај на Ворена Спектора, дизајнера видео-игре Deus Ex, која у свом визуелном приказу и заплету показује очигледан утицај филма. Заправо, изглед филма – посебно његова општа тама, обиље неонских светала и замагљена визуелна атмосфера – лакше је приказати него сложене позадинске сцене, што га чини честом референцом за дизајнере видео-игара. Филм је утицао на авантуристичке игре као што су графичка текстуална авантура Cypher из 2012, Rise of the Dragon, Snatcher, серијал Tex Murphy, Beneath a Steel Sky, Flashback: The Quest for Identity, видео-игре Bubblegum Crisis (и њихов оригинални аниме), игру улога Shadowrun, пуцачине Perfect Dark и Skyhammer, као и серијал видео-игара Syndicate.
Логотипи компанија Atari, Bell, Coca-Cola, Cuisinart, Pan Am и RCA, које су у то време биле водећи тржишни лидери, били су истакнути у филму у сврху пласирања производа, али су све ове компаније доживеле пад након изласка филма, што је довело до прича о „проклетству Истребљивача”. Coca-Cola и Cuisinart су се опоравили, док је пивара Tsingtao, које је такође била рекламирана у филму, после његовог изласка постала успешнија него раније.
Дизајн Tesla Cybertruck-а инспирисан је овим филмом. Пре његовог представљања, Илон Маск је обећао да ће „изгледати као нешто из Истребљивача”. Осим што је ово возило повремено називао „Blade Runner Truck”, Маск је одлучио да га представи у новембру 2019. како би се поклопио са временском поставком филма. Уметнички дизајнер филма, Сид Мид, похвалио је возило и изјавио да се осећа „поласкано” тиме што је Истребљивач био инспирација за његов изглед.

### Признање медија
| Година | Медиј                                            | Листа                                                                          | Ранг | Реф.                    |
| ------ | ------------------------------------------------ | ------------------------------------------------------------------------------ | ---- | ----------------------- |
| 2001.  | The Village Voice                                | 100 најбољих филмова 20. века                                                  | 94.  | [ 192 ]                 |
| 2002.  | Друштво онлајн филмских критичара                | 100 најбољих научнофантастичних филмова у протеклих 100 година                 | 2.   | [ 193 ]                 |
| 2002.  | Sight & Sound                                    | „Топ десет” анкета 2002.                                                       | 45.  | [ 194 ]                 |
| 2002.  | 50 Klassiker, Film                               | 50 Klassiker, Film                                                             | Н/Д  | [ 195 ]                 |
| 2003.  | 1001 филм који мораш да видиш пре него што умреш | 1001 филм који мораш да видиш пре него што умреш                               | Н/Д  | [ 196 ]                 |
| 2003.  | Entertainment Weekly                             | Топ 50 култних филмова                                                         | 9.   | [ 197 ]                 |
| 2004.  | The Guardian                                     | Топ 10 научнофантастичних филмова свих времена                                 | 1.   | [ 198 ] [ 199 ] [ 200 ] |
| 2005.  | Total Film                                       | 100 најбољих филмова свих времена                                              | 47.  | [ 201 ]                 |
| 2005.  | Time                                             | 100 најбољих филмова свих времена                                              | Н/Д  | [ 202 ] [ 203 ] [ 204 ] |
| 2008.  | New Scientist                                    | Омиљени научнофантастични филм свих времена (по избору читалаца и запослених)  | 1.   | [ 205 ] [ 206 ]         |
| 2008.  | Empire                                           | 500 најбољих филмова свих времена                                              | 20.  | [ 207 ]                 |
| 2010.  | Total Film                                       | 100 најбољих филмова свих времена                                              | Н/Д  | [ 208 ]                 |
| 2012.  | Sight & Sound                                    | Најбољих 250 филмова по избору критичара 2012.                                 | 69.  | [ 209 ]                 |
| 2012.  | Sight & Sound                                    | Најбољих 250 филмова по избору редитеља 2012.                                  | 67.  | [ 210 ]                 |
| 2017.  | Empire                                           | 100 најбољих филмова свих времена                                              | 13.  | [ 211 ]                 |
| 2022.  | IGN                                              | Топ 25 научнофантастичних филмова свих времена                                 | 2.   | [ 212 ]                 |
| 2022.  | Sight & Sound                                    | Најбољих 100 филмова по избору критичара 2022.                                 | 54.  | [ 213 ]                 |
| 2024.  | Far Out Magazine                                 | 10 најреалистичнијих филмских психопата према ФБИ-ју (репликант Леон Ковалски) | 8.   | [ 214 ]                 |

#### Признања Америчког филмског института
- 100 година АФИ-ја... 100 трилера – 74. место
- 100 година АФИ-ја... 100 филмова (издање поводом 10. годишњице) – 97. место
- АФИ-јевих 10 топ 10 − 6. најбољи научнофантастични филм

### Остали медији
Пре него што је снимање почело, часопис Cinefantastique је ангажовао Пола М. Самона да напише специјално издање о продукцији Истребљивача, које је касније постало књига Future Noir: The Making of Blade Runner. Књига прати еволуцију филма Истребљивач, фокусирајући се на политике на снимању, посебно на искуства британског редитеља са својом првом америчком екипом. Продуцент Алан Лад Млађи, рекао је: „Харисон није хтео да прича са Ридлијем, а Ридли није хтео да прича са Харисоном. До краја снимања, Форд је био 'спреман да убије Ридлија', рекао је један колега. Заиста би то учинио да га нису одговорили од тога.” Future Noir садржи кратке биографије глумаца и цитате о њиховим искуствима, као и фотографије са снимања и прелиминарне скице. Друго издање књиге Future Noir објављено је 2007. године, а додатни материјали који нису били укључени у оба издања штампаних књига објављени су на интернету.
Филип К. Дик одбио је понуду од 400.000 долара да напише новелизацију Истребљивача, рекавши: „Рекли су ми да ће новелизација бити јефтина и да ће морати да буде намењена дванаестогодишњој публици” и да „би то вероватно било катастрофално за мене уметнички”. Додао је: „Та инсистирања с моје стране да поново објавим оригинални роман и не радим новелизацију – просто су их разбеснела. На крају су схватили да постоји легитиман разлог да се поново изда роман, иако их је то коштало новца. Била је то победа не само на основу уговорних обавеза већ и теоријских принципа.” Роман Сањају ли андроиди електричне овце? на крају је поново штампан, са филмским постером на корици и оригиналним насловом у загради испод наслова Истребљивач. Додатно, новелизација филма под насловом Blade Runner: A Story of the Future, аутора Леса Мартина, објављена је 1982. године. Арчи Гудвин је написао сценарио за стрип адаптацију A Marvel Comics Super Special: Blade Runner, објављену у септембру 1982, коју су илустровали Ал Вилијамсон, Карлос Гарзон, Ден Грин и Ралф Рисг.
Blue Dolphin Enterprises је објавио сценарио филма уз изабране продукцијске скице као The Illustrated Blade Runner (јун 1982); књигу оригиналних продукцијских радова Сида Мида, Ментора Хибнера, Чарлса Ноуда, Мајкла Каплана и Ридлија Скота као Blade Runner Sketchbook (1982); и The Blade Runner Portfolio (1982), колекцију дванаест фотографија, сличних уметничким портфолијима које је објавила њихова издавачка кућа Schanes & Schanes.
Постоје две видео-игре засноване на филму, обе под називом Blade Runner: једна из 1985. године, објављена за Commodore 64, ZX Spectrum и Amstrad CPC, која је била означена као „видео-игра интерпретација филмске музике Вангелиса”, а не самог филма (због проблема са лиценцом); и друга из 1997. године, коју је објавио Westwood Studios за личне рачунаре. Игра из 1997. има нелинеарни заплет постављен у свету Истребљивача, NPC ликове који имају независну вештачку интелигенцију и необичан псеудо-3D механизам који није захтевао употребу 3D картице за играње. Елон Тајрел, Гаф, Леон, Рејчел, Чу, Џ. Ф. Себастијан и Хауи Ли се појављују у игри, а њихове гласове су снимили оригинални глумци, осим Гафа, којег је заменио Хавијер Грахеда (као Виктор Гардел) и Хауија Лија, којег је заменио Тору Нагаи. Играч преузима улогу Макоја, још једног ловаца на репликанте који ради у исто време као и Декард.
Телевизијски филм (а касније и серија) Тотални опозив 2070. првобитно је био планиран као спиноф филма Тотални опозив (заснованом на причи Филипа К. Дика), али је снимљен као хибрид Тоталног опозива и Истребљивача. Приметне су многе сличности између Тоталног опозива 2070. и Истребљивача, као и очигледни утицај који су на серију имали роман Челичне пећине Исака Асимова и серија Холмс и Јојо.

## Наставак и повезани медији
Наставак филма је објављен 2017. године под насловом Блејд ранер 2049., са Рајаном Гозлингом и Харисоном Фордом у главним улогама. Продукција је почела средином 2016. године, а радња је смештена деценијама након првог филма. Форд је поновио своју улогу Рика Декарда. Филм је освојио два Оскара, у категоријама за најбољу фотографију и најбоље визуелне ефекте.
Свет Истребљивача је такође истражен кроз анимацију. Блејд ранеру 2049. претходила су три кратка филма који су служили као преднаставци, од којих је први, Blade Runner Black Out 2022, био аниме (друга два, 2036: Nexus Dawn и 2048: Nowhere to Run, били су играни, а не анимирани филмови).
У новембру 2021. објављена је јапанско-америчка аниме телевизијска серија под насловом Blade Runner: Black Lotus. Ова серија прати причу једног женског репликанта.
Пријатељ Филипа К. Дика, К. В. Џитер, написао је три овлашћена романа који настављају причу Рика Декарда, покушавајући да разреше разлике између филма и романа Сањају ли андроиди електричне овце?. То су Blade Runner 2: The Edge of Human (1995), Blade Runner 3: Replicant Night (1996) и Blade Runner 4: Eye and Talon (2000).
Ко-аутора сценарија за филм Истребљивач, Дејвид Пиплс, написао је акциони филм Војник из 1998. године, који је описивао као духовног наследника оригиналног филма; ова два филма се одигравају у заједничком универзуму. Бонус функција на Blu-ray издању филма Прометеј (2012), који је Ридли Скот поставио у универзуму Осмог путника, наводи да је Елдон Тајрел, генерални директор корпорације Тајрел из Истребљивача, био ментор Питера Вејланда, кога је у овом филму глумио Гај Пирс.
Крајем 2022. године, компанија Amazon је најавила да ће бити снимљена серија која ће бити наставак Блејд ранера 2049. Дана 12. октобра 2022. објављено је да је добијено званично одобрење за снимање ТВ серије Блејд ранер 2099.